# Eric Nam

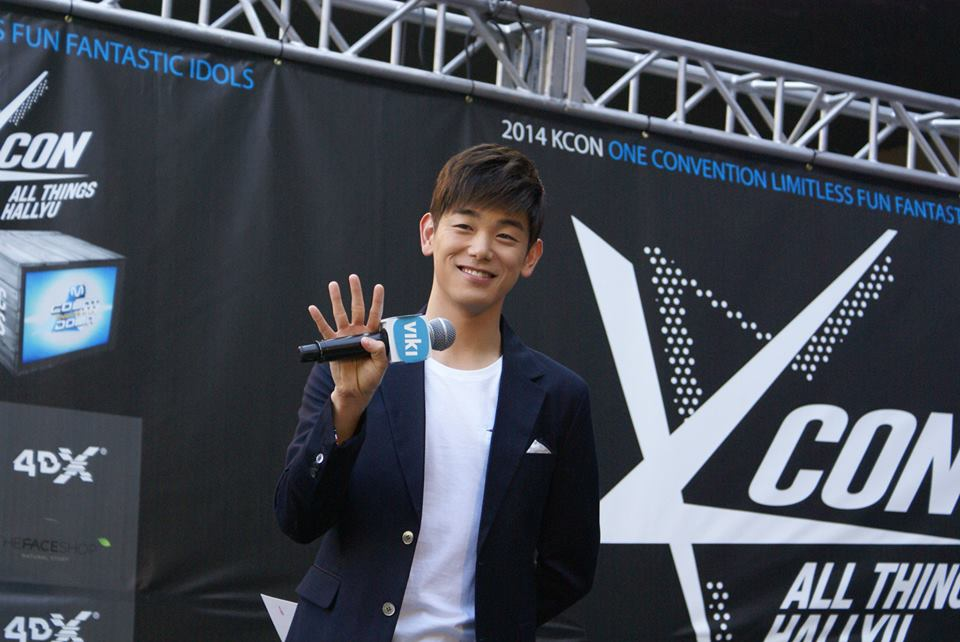
Eric Nam, KCON (2014)

Eric Nam (kor. 에릭남; bürgerlich Nam Yoon-do, 남윤도; * 17. November 1988 in Atlanta) ist ein koreanisch-amerikanischer Sänger bei der Plattenfirma B2M Entertainment. Nachdem er durch seine Song-Cover auf YouTube entdeckt wurde, hatte Nam im Jahr 2012 seinen ersten Auftritt bei Birth of a Great Star 2. Sein Debütalbum Cloud 9 erschien im Januar 2013.

## Biografie

### Leben
Eric Nam ist am 17. November 1988 in Atlanta geboren, wo er auch aufwuchs. Er absolvierte die The Lovett School, wo er Fußball spielte und in einem Orchester aktiv war. Für sein Abschlussprojekt nahm er eine eigene CD auf, welche sehr gut ankam. Nam ging nach Boston, um dort am Boston College seinen Bachelor of International Studies zu absolvieren. Zudem studierte er ein Jahr in Peking. Im Kindesalter tourte er mit dem Atlanta Boy Choir durch Italien und sang im Petersdom in Rom.

### Vor-Debüt
Nam coverte Songs und lud diese auf seinem YouTube-Kanal hoch. Dazu zählen Wedding Dress und I Need A Girl von Taeyang, End of the Road von Boys 2 Men und Adeles Someone like You. Er bewarb sich bei einem Casting von SM Entertainment, bei dem er aber nicht weiter kam. Ein Repräsentant von JYP riet ihm zu einem Casting von JYP in New York zu gehen, nachdem er seine Cover-Songs hörte. Allerdings folgte Nam der Einladung nicht, da er sich auf sein Studium konzentrieren wollte. Am 13. Januar 2011 veröffentlichte er seine männliche Cover-Version des 2NE1-Songs Lonely. Auf dieses Video wurde MBC aufmerksam. Daraufhin flog Nam für ein Vorsprechen nach Korea.

### 2011–2012
Im Dezember 2011 nahm Nam bei der Talent-Show Birth of a Great Star 2 teil. Über acht Monate war er Teil der Show und schaffte es in die Top 5. Nach dem Ende der Show flog er zurück in die USA und trat dort beim Event Kollaboration Boston 2 auf, das speziell für asiatisch-amerikanische Personen ist. Er veröffentlichte weitere Cover-Songs, unter anderem zusammen mit Megan Lee, Mike Choi und Hong Mayer Part of Me von Katy Perry.
Im Juni 2012 ging Nam erneut nach Korea, um dort mit seinem Projekt Namaste den Song The Blue Night of Jeju Island aufzunehmen. Einen Monat später wurde der Song veröffentlicht. Er war MC beim MBC Star Audition Season 3, das im August in New York stattfand.
Am 25. September gab Eric Nam selbst bekannt, dass er einen Plattenvertrag bei B2M Entertainment unterzeichnet hat. Die Firma teilte mit, dass man ihn als Musiker vollstens unterstützen wolle.
Die Plattenfirma bestätigte am 14. Dezember, dass geplant ist, dass Eric Nam im Januar oder Februar debütieren wird.

### 2013: Debüt, erstes Album und Moderation
B2M Entertainment bestätigte am 14. Januar via Twitter Nams Debüt. Sie schrieben: „Wir veröffentlichen jetzt das Cover von Eric Nams Debüt-Album 'Cloud 9', das am 23. Januar erscheint.“ (Original-Tweet in Englisch.) Am 23. Januar wurde das Musikvideo zu Heaven’s Door veröffentlicht.
Am 17. April wurde die erste Folge von After School Club auf Arirang TV ausgestrahlt. Eric Nam ist fester Moderator der Sendung, welche englischsprachig, für den weltweit empfangbaren Sender über Korea, produziert wird. In der ersten Folge moderierte Nam neben Hanbyul von Led Apple. Mittlerweile moderiert Nam neben Kevin von U-KISS.

## Diskografie

### Studioalben
| Jahr | Titel                | Höchstplatzierung, Gesamtwochen, AuszeichnungChartsChartplatzierungen (Jahr, Titel, Platzierungen, Wochen, Auszeichnungen, Anmerkungen) | Anmerkungen                                                  |
| Jahr | Titel                | KR | Anmerkungen                                                  |
| ---- | -------------------- | --- | ------------------------------------------------------------ |
| 2019 | Before We Begin      | KR23 (6 Wo.)KR | Erstveröffentlichung: 14. November 2019 Verkäufe KR: + 3.579 |
| 2022 | There and Back Again | KR21 (2 Wo.)KR | Erstveröffentlichung: 7. Januar 2022 Verkäufe KR: + 5.122    |
| 2023 | House On A Hill      | KR42 (2 Wo.)KR | Erstveröffentlichung: 8. September 2023 Verkäufe KR: + 2.969 |

### EPs
| Jahr | Titel          | Höchstplatzierung, Gesamtwochen, AuszeichnungChartsChartplatzierungen (Jahr, Titel, Platzierungen, Wochen, Auszeichnungen, Anmerkungen) | Anmerkungen                                               |
| Jahr | Titel          | KR | Anmerkungen                                               |
| ---- | -------------- | --- | --------------------------------------------------------- |
| 2013 | Cloud 9        | KR22 (2 Wo.)KR | Erstveröffentlichung: 23. Januar 2013 Verkäufe KR: + 928  |
| 2016 | Interview      | KR12 (3 Wo.)KR | Erstveröffentlichung: 24. März 2016 Verkäufe KR: + 2.727  |
| 2018 | Honestly       | KR20 (5 Wo.)KR | Erstveröffentlichung: 11. April 2018 Verkäufe KR: + 2.865 |
| 2020 | The Other Side | KR14 (3 Wo.)KR | Erstveröffentlichung: 30. Juli 2020 Verkäufe KR: + 4.016  |

### Singles
| Jahr | Titel Album                                   | Höchstplatzierung, Gesamtwochen, AuszeichnungChartsChartplatzierungen (Jahr, Titel, Album, Platzierungen, Wochen, Auszeichnungen, Anmerkungen) | Anmerkungen                                   |
| Jahr | Titel Album                                   | KR | Anmerkungen                                   |
| ---- | --------------------------------------------- | --- | --------------------------------------------- |
| 2013 | Heaven’s Door (천국의 문) Cloud 9             | KR66 (2 Wo.)KR | Verkäufe KR: + 64.720                         |
| 2014 | Ooh Ooh (우우) –                              | KR57 (1 Wo.)KR | feat. Hoya von Infinite Verkäufe KR: + 34.194 |
| 2014 | Melt My Heart (녹여줘) –                      | KR71 (1 Wo.)KR |                                               |
| 2015 | I’m OK (괜찮아 괜찮아) –                      | KR32 (4 Wo.)KR | Verkäufe KR: + 105.212                        |
| 2016 | Good For You Interview                        | KR33 (9 Wo.)KR | Verkäufe KR: + 416.773                        |
| 2016 | Can’t Help Myself (못참겠어) –                | KR20 (7 Wo.)KR | Verkäufe KR: + 219.107 feat. Loco             |
| 2017 | Hold Me (놓지마) –                            | KR86 (1 Wo.)KR | Verkäufe KR: + 23.976                         |
| 2018 | Honestly... (솔직히) Honestly                 | KR95 (1 Wo.)KR |                                               |
| 2018 | Miss You –                                    | — |                                               |
| 2018 | I Don’t Miss You –                            | — |                                               |
| 2019 | Runaway –                                     | KR157 (1 Wo.)KR |                                               |
| 2019 | Love Die Young Before We Begin                | — |                                               |
| 2019 | Congratulations Before We Begin               | — | feat. Marc E. Bassy                           |
| 2020 | Paradise The Other Side                       | — |                                               |
| 2021 | I Don’t Know You Anymore There and Back Again | — |                                               |
| 2021 | Any Other Way There and Back Again            | — |                                               |
| 2022 | Lost On Me There and Back Again               | — |                                               |

### Als Gastmusiker
| Jahr | Titel Album                                         | Höchstplatzierung, Gesamtwochen, AuszeichnungChartsChartplatzierungen (Jahr, Titel, Album, Platzierungen, Wochen, Auszeichnungen, Anmerkungen) | Anmerkungen                                     |
| Jahr | Titel Album                                         | KR | Anmerkungen                                     |
| ---- | --------------------------------------------------- | --- | ----------------------------------------------- |
| 2012 | The Blue Night of Jeju Island –                     | KR137 (1 Wo.)KR | mit Namaste                                     |
| 2015 | I Just Wanna Beautiful                              | KR63 (1 Wo.)KR | Amber Liu feat. Eric Nam                        |
| 2015 | Dream –                                             | KR46 (2 Wo.)KR | Verkäufe KR: + 62.965 feat. Park Jimin von 15&  |
| 2016 | Cave Me In –                                        | — | mit Gallant und Tablo                           |
| 2016 | Spring Love S.M. Station Season 1                   | KR7 (15 Wo.)KR | Verkäufe KR: + 820.131 mit Wendy von Red Velvet |
| 2016 | Into You –                                          | — | mit Kolaj                                       |
| 2017 | Hello Don’t Say No                                  | — | Seohyun feat. Eric Nam                          |
| 2017 | You, Who? –                                         | KR16 (6 Wo.)KR | Verkäufe KR: + 191.765 mit Jeon Somi            |
| 2017 | Idea of You –                                       | — | mit Arty                                        |
| 2017 | Perhaps Love (사랑인가요) Your BGM Vol.1            | KR14 (9 Wo.)KR | Verkäufe KR: + 273.455 mit Cheeze               |
| 2018 | Your Side of the Bed Your Side of the Bed (Remixes) | — | Loote feat. Eric Nam                            |
| 2019 | Missing You –                                       | — | Steve James feat. Eric Nam                      |
| 2021 | Echo –                                              | — | mit KSHMR und Armaan Malik                      |